# 東新町出口
東新町出口（とうしんちょうでぐち）とは、名古屋市東区東桜にある名古屋高速道路都心環状線の出口である。東片端JCTを過ぎてすぐのところにあり、1号楠線楠JCT方面からも丸の内方面からも出られる構造となっているため、本線車道から降りた後の合流に注意が必要。

## 道路
- 名古屋高速道路都心環状線

## 接続する道路
- 名古屋市道堀田高岳線（空港線）

## 歴史
- 1994年9月12日：開通

## 隣
名古屋高速都心環状線
(C08)丸の内入口 - 東片端JCT - (C01)東新町出口/(C02)東新町入口 - 丸田町JCT - 鶴舞南JCT - (C03)東別院出口

### 註釈
1. ↑  名古屋市東区東新町を「とうしんちょう」と呼ぶのは通称である。正式な地名は「ひがししんちょう」である。インターチェンジ名としては通称が採用された。